# Paul Biéchy
Paul Biéchy, né le 28 juin 1887 à Hattstatt en Alsace et mort le 8 juillet 1960 à Strasbourg, est un missionnaire spiritain français qui fut évêque au  Congo. 

## Biographie

### Prêtre
Paul Joseph Biéchy entre à la congrégation du Saint-Esprit où il fait sa profession en 1908 et est ordonné prêtre en 1912. Le 13 juillet 1913, il reçoit son obédience pour le Nigéria et embarque de Liverpool en octobre. Il est nommé à la mission d'Anwa d'où il rayonne pour ouvrir et soutenir des stations avec une école pour centre et une chapelle de mission. Il passe dix-sept ans à évangéliser la région. En 1930, sa congrégation le rappelle en France pour devenir maître des novices de la maison de formation des frères spiritains, ceux-ci étant destinés  aux travaux matériels dans les missions. En 1933, il est nommé supérieur de la maison de Chevilly, mais moins d'un an plus tard il est nommé visiteur des missions spiritaines de la côte occidentale africaine.

### Évêque

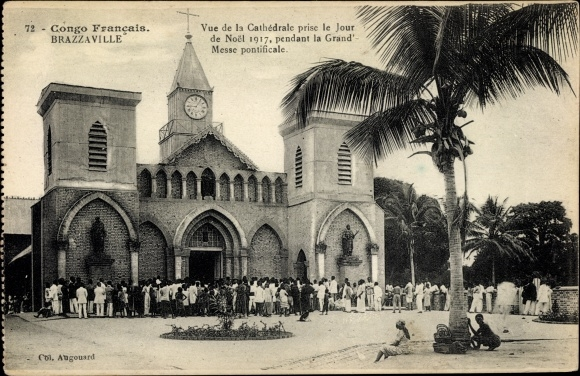
Cathédrale de Brazzaville.

Au début de l'année 1936, il est nommé vicaire apostolique de Brazzaville (capitale de l'AEF), succédant à Firmin Guichard, démissionnaire pour raison de santé. Il est sacré évêque titulaire de Thélepte (de) à Saverne le 6 juin 1936. Il prend le bateau de Bordeaux le 10 décembre 1936 pour le Congo.

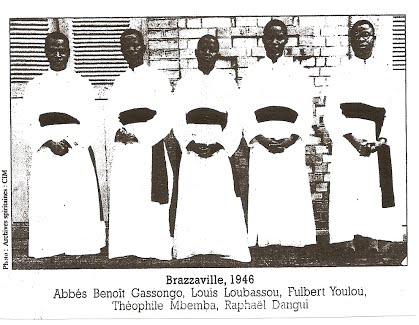
Brazzaville 1946: De gauche à droite: Ordination par Paul Biechy des abbés Benoît Gassongo, Louis Loubassou, Fulbert Youlou, Théophile Mbemba et Raphaël Dangui

La mission en pleine expansion de Brazzaville prépare alors son jubilé du cinquantenaire de 1938. Biéchy confère l'ordination sacerdotale aux deux premiers prêtres congolais de la mission (les abbés Auguste Roch Nkounkou et Eugène Nkakou) le 29 mai 1938, et plus tard reçoit les vœux des deux premières Congolaises entrées chez les sœurs de Saint-Joseph de Cluny. Il s'agit des sœurs Kalouka et Zoungoula (*1880-1909) , toutes les deux nées esclaves dans une contrée du futur Oubangui-Chari,. 
Il développe les écoles et forme des catéchistes. Il fonde la paroisse Saint-François de Bacongo en 1937, puis celle de Sainte-Anne. Mais c'est surtout après la guerre que tout un maillage de nouvelles paroisses voit le jour, accompagnant la croissance de la ville et des environs (Bacongo, Ouenzé, etc.). Il fait ouvrir aussi des missions dans le futur diocèse de Fort-Rousset (Lékana, Ouesso, Fort-Rousset, Kellé, etc.). Sa préoccupation majeure est la formation des futurs prêtres congolais et son petit séminaire de Mbamou fondé en 1950, est l'objet de toutes ses sollicitudes, ainsi que le grand séminaire régional. En outre, il est président de la Croix-Rouge de l'Afrique-Équatoriale française pendant la Seconde Guerre mondiale et jouit de la confiance du gouverneur général Félix Éboué. Biéchy est décoré de la légion d'honneur en 1945.
Il démissionne pour raison de santé en 1954, mais demeure selon sa volonté au Congo dans une mission démunie, celle de Dongou dans l'Oubangui. Il y fonde la paroisse Sainte-Odile. Rapatrié en Alsace pour soigner un cancer, il meurt en juillet 1960 à Strasbourg.